# Mitch Dielemans
Mitch Dielemans (Geldrop, 6 de janeiro de 1993) é um arqueiro profissional holandês.

## Carreira

### Rio 2016
Mitch Dielemans fez parte da equipe neerlandesa nas Olimpíadas de 2016 que ficou nas quartas-de-finais para a Coreia do Sul no Tiro com arco nos Jogos Olímpicos de Verão de 2016 - Equipes masculinas, ao lado de Sjef van den Berg e Rick van der Ven.
No individual perdeu na primeira rodada para o japonês Takaharu Furukawa.